# Théorème d'Atkinson
Le théorème d'Atkinson, est un résultat d'analyse fonctionnelle qui caractérise les opérateurs de Fredholm.

## Énoncé
Pour tout opérateur borné T sur un espace de Banach E, les propriétés suivantes sont équivalentes :
1. T est un opérateur de Fredholm ;
2. il existe un opérateur borné S sur E tel que idE – ST et idE – TS soient de rang fini ;
3. il existe un opérateur borné S sur E tel que idE –  ST et idE – TS soient compacts ;
4. la classe de T dans l'algèbre de Calkin B(E)/K(E) est inversible.

## Démonstration
Clairement, 2. implique 3., qui équivaut à 4.
1 ⇒ 2 : supposons que T est de Fredholm, c'est-à-dire que la codimension de son image et la dimension de son noyau sont finies. Ils admettent alors des supplémentaires topologiques :
kerT⊕V = E = imT⊕W. De V dans imT, la restriction de T est une bijection continue, dont la bijection réciproque S0 est continue (d'après le théorème de l'application ouverte). Soit S = S0⊕0, où 0 désigne l'application nulle de W dans kerT. Alors, im(idE – TS) = W et im(idE – ST) = kerT sont de dimension finie.
3 ⇒ 1 : supposons que idE – TS et idE – ST sont compacts. Alors (cf. « Alternative de Fredholm ») kerST est de dimension finie et imTS est de codimension finie. A fortiori, kerT  (inclus dans kerST) est de dimension finie et imT (contenant imTS) est de codimension finie.